# رودي هاكيت
رودي هاكيت (بالإنجليزية: Rudy Hackett)‏ مواليد 10 مايو 1953 في ماونت فيرنون، هو مدرب كرة سلة أمريكي ولاعب معتزل. تم اختياره من قبل فريق يوتا جاز خلال الدرافت. يبلغ طوله 6 قدم 9 بوصة (2.1 م). لعب كرة السلة الجامعية في جامعة سيراكيوز.

## المسيرة الاحترافية
لعب مع بروكلين نتس في سنة 1976، ثم لعب مع إنديانا بايسرز في سنة 1976، ثم لعب مع بالاكانسترو ريجيانا في الدوري الإيطالي من سنة 1982 إلى 1984.

## روابط خارجية
- رودي هاكيت على موقع إن بي أي (الإنجليزية)
- رودي هاكيت على موقع سبورتس رفرنس (الإنجليزية)
- رودي هاكيت على موقع كلية كرة السلة في سبورتس رفرنس.كوم (الإنجليزية)
- رودي هاكيت على موقع ريلجم (الإنجليزية)
- رودي هاكيت على موقع بروبوليرز (الإنجليزية)